# Asphondylia conspecta
Asphondylia conspecta är en tvåvingeart som beskrevs av Jean-Jacques Kieffer 1913. Asphondylia conspecta ingår i släktet Asphondylia och familjen gallmyggor.
Artens utbredningsområde är Togo. Inga underarter finns listade i Catalogue of Life.